# لوئیس پابلو پوتسوتو
لوئیس پابلو پوتسوتو (انگلیسی: Luis Pablo Pozzuto؛ زادهٔ) بازیکن فوتبال است.